# 팻 마이크
마이클 존 버켓(영어: Michael John Burkett, 1967년 1월 16일 ~ )은 팻 마이크(영어: Fat Mike)로 잘 알려진 미국의 음악가이자 프로듀서이다. 그는 펑크 록 밴드 NOFX의 베이시스트이자 리드 보컬리스트이며 펑크 록 슈퍼그룹 커버 밴드인 미 퍼스트 앤 더 기미 기미스의 공동 설립자이자 베이시스트이다. 버켓은 1982년 그의 첫 번째 밴드인 폴스 알람으로 시작했다. 그는 여름 캠프에서 13살 때 펑크 록을 소개해 준 반달스의 조 에스칼란테에게 공을 돌린다.

## 음악 경력
베벌리힐스 고등학교에 다니는 동안 버켓은 폴스 알람이라는 밴드로 그의 음악 경력을 시작했다. 1983년 밴드가 해체된 후, 그는 에릭 멜빈과 에릭 샌딘을 만났고 NOFX의 원래 라인업을 형성했다. 그는 또한 스크리칭 위즐의 1993년 음반, 《Anthem for a New Tomorrow》의 〈Peter Brady〉를 포함한 많은 다른 밴드의 트랙에 게스트 보컬리스트로 참여했다. 다른 참여로는 랜디의 〈Beware〉, 래그왜건의 〈Mr. Coffee〉, 그리고 〈Lazy〉가 있다. 버켓은 또한 그가 프로듀싱하기도 한 1996년 음반, 《Pretty Ugly》에서 루나칙스의 노래 〈Missed It〉의 마지막에 〈Free Bird〉를 되묻고 요청하는 소리도 들을 수 있다. 그는 또한 드롭킥 머피스의 싱글 〈Going Out in Style〉에 게스트 보컬리스트로 참여한다. 버켓은 팻 렉 코드의 소유자이자 설립자이다.

### 코드펜던츠
2021년 버켓은 동료 펑크 록 음악가 세스키와 겟 데드의 샘 킹과 함께 최신 프로젝트 코드펜던츠를 결성했다. 이 그룹은 장르의 장벽을 허물고자 하며 힙합 음악, 뉴 웨이브, 펑크 록을 혼합하여 제작한다.

## 행동주의

### Punkvoter.com
팻 마이크는 2004년 펑크 커뮤니티를 동원하여 그해 대통령 선거에서 조지 W. 부시를 퇴출시키기 위해 2004년에 웹사이트 Punkvoter.com을 설립했다. 그는 2000년까지 한 번도 투표를 한 적이 없다는 것을 인정하면서, 그 전에는 정치에 매우 적극적이었던 적이 없었다. 하지만, 그는 "대통령 역사상 가장 우스꽝스러운 대통령"으로 여겼던 부시 때문에 정치적 행동주의로 내몰렸다. Punkvoter.com은 18세에서 25세 사이의 펑크 팬들과 다른 자격을 박탈당한 젊은이들을 대상으로 했고, 그들이 부시에게 투표하도록 독려했다. 이 웹사이트는 최고조에 달했을 때, 하루에 1,500만 건의 조회수를 기록했고, 궁극적으로 100만 달러 이상을 모았다.

## 사생활
버켓은 네바다주 라스베이거스에 살고 있다. 그는 샌프란시스코 주립 대학교에서 대학을 다녔고 1990년에 사회과학 학사학위와 인간 성 부전공으로 졸업했다. 《NOFX The Hepatitis Bathtub and Other Stories》라는 책에 따르면, 버켓은 "하위문화 밴드의 남자 중 한 명"으로부터 "Fat Mike(뚱뚱한 마이크)"라는 별명을 받았다고 말했다.
그는 유대인 혈통을 가지고 있지만 무신론자이다.
그와 그의 아내 에린은 18년간의 결혼 생활 끝에 2010년에 이혼했다. 그들에게는 딸 달라가 있다. 2009년 10월, 마이크는 펑크 록 아버지의 자격에 대한 분석인 다큐멘터리 《The Other F Word》에 출연했다.

## 음반 목록

### NOFX
- Liberal Animation (1988년)
- S&M Airlines (1989년)
- Ribbed (1991년)
- White Trash, Two Heebs and a Bean (1992년)
- Punk in Drublic (1994년)
- Heavy Petting Zoo (1996년)
- So Long and Thanks for All the Shoes (1997년)
- Pump Up the Valuum (2000년)
- The War on Errorism (2003년)
- Wolves in Wolves' Clothing (2006년)
- Coaster (2009년)
- Self Entitled (2012년)
- First Ditch Effort (2016년)
- Single Album (2021년)
- Double Album (2022년)